# Гизела Аквитанская
Гизела Аквитанская —Гизела суде по прозвищу происходила из Аквитании.Ее происхождение неизвестно.Иследователи предполагают что она была женой графа Лана Хариберта поскольку среди детей ее дочери Берты Лаонской встречается имя Гизела. 
Семья:Муж граф Лана Хариберт.У них была дочь. 
Берта(720-783) муж Пипин Короткий(714-768) майрдом(741-751) король франков(751-768).